# ألين ر. موريس
ألين ر. موريس (بالإنجليزية: Allen R. Morris)‏ هو مخرج أمريكي، ولد في 23 أبريل 1954 في دالاس في الولايات المتحدة.